# Operatie Northern Arrows
Sinds 23 september 2024 heeft Israël ongeveer aanvallen uitgevoerd op posities van Hezbollah in Libanon die de codenaam Operatie Northern Arrows kreeg. Het IDF meldde dat Israëlische vliegtuigen posities van Hezbollah aanvielen, waarbij kruisvluchtwapens, lange- en korteafstandsraketten en aanvalsdrones werden vernietigd. Volgens het Libanese ministerie van Volksgezondheid zijn bij deze Israëlische aanvallen minstens 569 mensen omgekomen – waaronder 50 kinderen, 94 vrouwen en 4 medici – en zijn er minstens 1.835 gewond geraakt. De aanvallen hebben ook tienduizenden Libanese burgers ontheemd.
De aanvallen volgden op enkele acties van Israël tegen Hezbollah, zoals de explosies van draagbare communicatieapparaten op 17 en 18 september en de moord op Ibrahim Aqil, commandant van de elite-eenheid Redwan. Als reactie hierop lanceerde de door Iran gesteunde groep tientallen drones en raketten op Israël, wat schade veroorzaakte in Nazareth, Kirjat Sjmona en gemeenschappen in de Jizreëlvallei.
Israël waarschuwde dat de aanvallen op Hezbollah zouden worden geïntensiveerd en drong er bij Libanese burgers op aan de gebieden te ontvluchten waar de groep wapens opsloeg. De Israëlische premier Benjamin Netanyahu richtte zich tot het Libanese volk en verklaarde: "De oorlog van Israël is niet tegen jullie; het is tegen Hezbollah", waarbij hij de groep beschuldigde van het gebruiken van burgers als menselijk schild. Hij riep de inwoners van Zuid-Libanon op om te evacueren totdat de operatie is afgerond, en beloofde dat ze daarna veilig konden terugkeren.